# Werner Jaeger
Werner Wilhelm Jaeger (Lobberich, 30 luglio 1888 – Cambridge, 19 ottobre 1961) è stato un filologo classico e grecista tedesco, uno dei più importanti classicisti del XX secolo.

## Biografia
Werner Jaeger nacque a Lobberich, nella Prussia renana. Qui fu allievo per quattro anni di una scuola elementare cattolica maschile, nonostante la sua famiglia fosse di tradizione protestante; frequentò quindi il Gymnasium Thomaeum di Kempen, dove conseguì la maturità. Studiò filologia classica alle Università di Marburgo e Berlino (con Ulrich von Wilamowitz-Moellendorff); qui nel 1911 ottenne il dottorato, sotto la guida di Hermann Diels, con una tesi sulla Metafisica di Aristotele. La sua abilitazione accademica verté invece su Nemesio di Emesa.
A ventisei anni, nel 1914 fu chiamato all'Università di Basilea in Svizzera, a ricoprire la cattedra che era stata di Nietzsche. L'anno dopo divenne professore ordinario a Kiel, e nel 1921 passò, come successore diretto di Wilamowitz, all'Università di Berlino, dove insegnò per 16 anni. Nel corso di questi anni apparvero numerose edizioni critiche, trattazioni e monografie, come Aristotele (1923), La posizione di Platone nella costruzione della cultura greca (1928) e il suo capolavoro Paideia (dal 1934).
Espose velatamente disapprovazione per il regime di Hitler, scatenando le ire dei seguaci nazisti,  e, anche per aver sposato un'ebrea, fu rimosso dal suo incarico universitario. Jaeger dovette abbandonare poi la direzione della rivista Gnomon, carica che ricopriva sin dalla sua fondazione nel 1925, e nel 1936 emigrò negli Stati Uniti. Insegnò dapprima all'Università di Chicago e, dal 1939, ad Harvard, a Cambridge (Massachusetts), dove il 19 ottobre 1961 morì. L'Accademia dei Lincei gli aveva assegnato nel 1955 il Premio Feltrinelli Internazionale per la Filosofia.

## Attività di ricerca
Werner Jaeger vide la civiltà greca classica come la chiave per interpretare il presente. Tutta la sua opera è pervasa dall'idea che il pensiero non deve mai venire scisso dall'agire, ma essere messo in stretta integrazione con la prassi.
I suoi lavori su Aristotele furoni i primi a presentare una visione non statica del pensiero dello stagirita: mediante l'applicazione di un metodo cosiddetto genetico, Jaeger si sforza di rintracciare l'evoluzione del pensiero di Aristotele, sostenendo che lo Stagirita fosse stato all'inizio platonico, per poi distaccarsi progressivamente da Platone e dall'Accademia. L'idea di Jaeger era quella di ricostruire l'evoluzione del pensiero di Aristotele provando ad individuare, sulla base di rimandi (o presunti tali) a fatti contemporanei, le varie parti delle sue opere a diversi momenti della sua vita. La base da cui Jaeger partiva era lo scarto concettuale tra i frammenti dei dialoghi, che sembrano talora in contraddizione con gli scritti destinati agli auditori interni di Aristotele ( o scritti "acroamatici"), e lo stato in cui questi ultimi sono stati tramandati a noi sin dal primo editore, Andronico di Rodi. Secondo Jaeger essi formano un blocco di pensiero tutto sommato omogeneo, senza ripensamenti o correzioni. Questa posizione sconta il grave difetto di essere puramente a priori, costituendo una base sulla quale leggere i testi piuttosto che essere diretta dagli stessi. Per tale motivo è stata in seguito scartata da tutti gli esegeti aristotelici, pur avendo influenzato in vario modo la storiografia della filosofia greca nel XX secolo. In effetti, sulla base delle stesse premesse, negli anni sessanta del XX secolo sia G. E. L. Owen che Ingemar During, avrebbero ambedue avversato questa tesi per sostenere quella opposta, ed ugualmente priva di riscontro nei testi, che Aristotele si sia dapprima opposto alla dottrina del maestro e che in seguito si sia riaccostato al platonismo.
Centrale nell'opera di Jaeger è anche l'attenzione per la problematica educativa, a cui egli dedica non solo lo scritto maggiore, ma anche un'operetta meno conosciuta, su quanto i primi cristiani presero del modello classico di paideia (v. infra). Paideia, in tre volumi, rappresenta lo sviluppo del mondo spirituale greco da Omero attraverso Platone sino a Demostene, secondo il modello della bildung tedesca dell'Ottocento. Si tratta di un'ampia trattazione sia dei metodi educativi più antichi sia delle successive riflessioni filosofiche sulla natura culturale dell'educazione nella Grecia antica; educazione che Jaeger sperava potesse riportare la decaduta Europa del XX secolo ai valori delle sue origini elleniche.
Centrale fu inoltre l'interesse per il Cristianesimo primitivo; da ricordare, a proposito, che Jaeger fu il maggior curatore dell'edizione delle opere di San Gregorio di Nissa.

## Opere
- Emendationum Aristotearum specimen (1911)
- Studien zur Entstehungsgeschichte der Metaphysik des Aristoteles (1911)
- Nemesios von Emesa. Quellenforschung zum Neuplatonismus und seinen Anfängen bei Poseidonios (1914)
- Gregorii Nysseni Opera, vol I-X (1921-2009)
- Aristotele. Prime linee di una storia della sua evoluzione culturale (Aristoteles. Grundlegung einer Geschichte seiner Entwicklung, 1923), traduzione di Guido Calogero, Firenze, La Nuova Italia, 1935. - Introduzione di Enrico Berti, Firenze, Sansoni, 2004.
- Platons Stellung im Aufbau der griechischen Bildung (1928)
- Paideia. La formazione dell'uomo greco (Paideia. Die Formung des griechischen Menschen, 1934), traduzione di Luigi Emery, Firenze, La Nuova Italia, 1936. - Introduzione di Giovanni Reale, Collana Il pensiero occidentale, Milano, Bompiani, 2003.
- Humanistische Reden und Vorträge (1937)
- Demostene (Demosthenes, 1939), Biblioteca di cultura storica n.16, Torino, Einaudi, 1942.
- Umanesimo e teologia (Humanism and Theology, 1943), Edizioni Corsia dei Servi, 1958.  Umanesimo e teologia, traduzione di Luciana Bulgheroni, presentazione di Carlo Ossola, Milano, Vita e pensiero, 2023, ISBN 978-88-343-5165-9.
- La teologia dei primi pensatori greci (Die Theologie der frühen griechischen Denker, ed. ted. 1953; trad. inglese di Edward S. Robinson dal tedesco, Oxford, Clarendon Press, 1947), traduzione di Ervino Pocar, Firenze, La Nuova Italia, 1961.
- Two Rediscovered Works of Ancient Christian Literature: Gregory of Nyssa and Macarius (1954)
- Scripta Minora (2 voll.), Roma, Edizioni di Storia e Letteratura, 1960.
- Cristianesimo primitivo e paideia greca (Early Christianity and Greek Paideia, 1961), traduzione di S. Boscherini, Firenze, Sansoni, 1991. - A cura di Alfredo Valvo, Collana Il pensiero occidentale, Milano, Bompiani, 2013.
- Gregor von Nyssa's Lehre vom Heiligen Geist (1966)